# 阿曼都
阿曼都（藏語：ཨ་མདོ་，威利转写：A-mdo），800年代－1000年代，吐蕃極盛時期於中亞的行政區之一，位置約於今中國西南邊界及中印邊界與附近中亞一帶。一般來說，該區域是由贊普松贊干布底定。至第40代贊普之前，該境皆為西藏吐蕃王朝的國境。後來，相傳也為古格王朝統治。